# Marcin Szopa
Marcin Szopa (ur. 17 kwietnia 1995) – polski piłkarz ręczny, prawoskrzydłowy, od 2018 zawodnik Piotrkowianina Piotrków Trybunalski.
Wychowanek Kusego Kraków. W latach 2011–2014 uczeń i zawodnik SMS-u Gdańsk. W sezonie 2013/2014, w którym rozegrał 26 meczów i zdobył 119 goli, był jego najlepszym strzelcem w I lidze. W latach 2014–2018 był zawodnikiem Mebli Wójcik Elbląg. Przez pierwsze dwa sezony występował w I lidze (był w niej najlepszym strzelcem elbląskiego zespołu), natomiast przez kolejne dwa w Superlidze, w której rozegrał 39 meczów i rzucił 102 bramki. W sezonie 2016/2017 pauzował przez kilka miesięcy z powodu złamania palca prawej dłoni, a później przez zerwanie ścięgna Achillesa.
W 2018 przeszedł do Piotrkowianina Piotrków Trybunalski, z którym podpisał roczny kontrakt z możliwością przedłużenia. W sezonie 2018/2019, w którym rozegrał 25 meczów i zdobył 87 goli, był jego najlepszym strzelcem w Superlidze, a ponadto został nominowany do nagrody Gladiator Publiczności.
W 2013 uczestniczył w otwartych mistrzostwach Europy U-19 w Göteborgu, w których rozegrał sześć meczów i zdobył jednego gola. W kwietniu 2014 wziął udział w turnieju eliminacyjnym do mistrzostw Europy U-20, w którym wystąpił w trzech spotkaniach i rzucił siedem bramek. Występował też w reprezentacji Polski B.